# 瓦凯拉斯
瓦凯拉斯（法語：Vacqueyras，法語發音：[vakeʁas]）是法国普罗旺斯-阿尔卑斯-蓝色海岸大区沃克吕兹省的一个市镇，属于卡庞特拉区。

## 地名
该地名“Vacqueyras”发音为[vakeʁas]，字母“s”发音，《世界地名译名词典》将其误译作“瓦凯拉”。

## 地理
瓦凯拉斯（44°8'18"N, 4°58'56"E）面积8.97 平方千米，位于法国普罗旺斯-阿尔卑斯-蓝色海岸大区沃克吕兹省，该省份为法国东南部内陆省份，北起德龙省，西北接阿尔代什省，西接加尔省，南至罗讷河口省，东南角与瓦尔省接壤，东临上普罗旺斯阿尔卑斯省。
与瓦凯拉斯接壤的市镇（或旧市镇、城区）包括：萨布莱、萨里扬、博姆德沃尼斯、日贡达斯、容基耶尔、维奥莱斯。
瓦凯拉斯的时区为UTC+01:00、UTC+02:00（夏令时）。

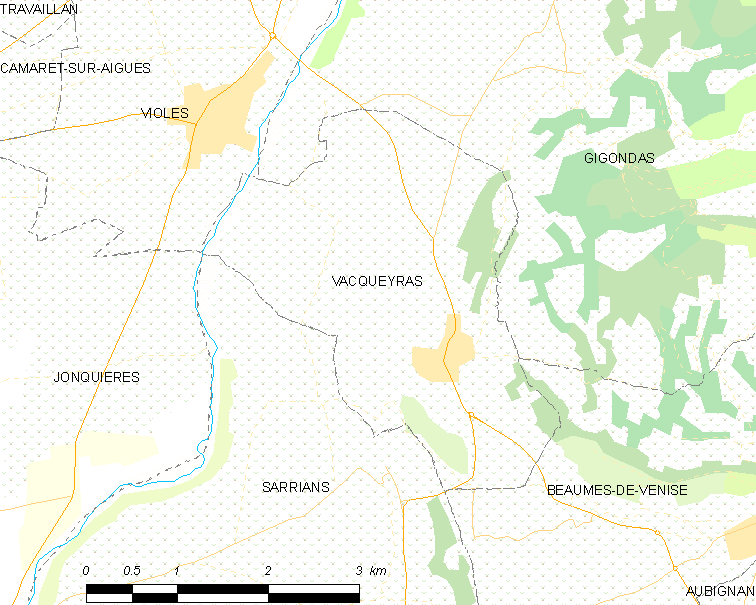
瓦凯拉斯的OSM定位图

## 行政
瓦凯拉斯的邮政编码为84190，INSEE市镇编码为84136。

## 政治
瓦凯拉斯所属的省级选区为韦松拉罗迈讷县。

## 人口

1962-2008年间瓦凯拉斯人口变化图示

瓦凯拉斯于2022年1月1日时的人口数量为1192人。